# Вьетнам (исторические названия)
Список исторических названий государств вьетов и вьетнамцев.
За время существования независимых государств вьетов и вьетнамцев многократно менялись их официальные названия, наряду с которыми также существовали и их неофициальные наименования.

## Исторические названия вьетских государств

### Ситькуи
Название Ситькуи использовалось в 2879—2524 до н. э.

### Вьеттхыонг и Вьет
Вьеттхыонг (кит. 越裳, «Юэшан») — XII в. до н. э. — ?

Вьет (кит. Юэ) — около VII в. до н. э.-333 до н. э.
«Со времен чжоуского Чэн-вана стали прозываться род Юэшан (Вьеттхыонг). Отсюда и пошло название Вьет (Юэ).»
Вьеттхыонг (Юэшан) и Вьет (Юэ) — два больших племенных объединения, из которых состояли батьвьеты в XII—VII в.в. до н. э., и которые по-видимому составили основы для появления в VII в. до н. э. двух первых достоверно известных государственных образований батьвьетов — Ванланга на юге и Вьета на востоке.

### Ванланг и Вьет
Ванланг — VII в. до н. э.(по летописным источникам, с 2524 до н. э.) −258 до н. э.

Вьет (кит. Юэ) — около VII в. до н. э.-333 до н. э.
Ванланг и Вьет — два первых достоверно известных государственных образований батьвьетов, согласно научным данным появились около VII в. до н. э.

### Ванланг, Вьет и Нго
Ванланг — VII в. до н. э.(по летописным источникам, с 2524 до н. э.) −258 до н. э.

Вьет (кит. Юэ) — около VII в. до н. э.-333 до н. э.

Нго (кит. У) — до 585 до н. э. — 473 до н. э.
С 585 до н. э. китайско-вьетское царство Нго (кит. У) упоминается в летописях, при этом его правитель именуется выонгом (кит. «ван»). Археология свидетельствует, что местное население имело общее происхождение с народом царства Вьет (кит. Юэ), то есть было вьетским. Вся письменная история царства Нго, вплоть до завоевания его царством Вьет, занимает около 100 лет.

### Ванланг, Тэйау, Манвьет и Донгвьет
Ванланг — VII в. до н. э.(по другим источникам, с 2524 до н. э.) −258 до н. э.

Тэйау — ? −258 до н. э.

Манвьет — 334—110 до н. э.

Донгвьет — ? — ?
В 333 году до н. э., когда государство Вьет было разгромлено китайским царством Чу, его правящая династия бежала на юг, где основала новое вьетское государство — Манвьет, а часть вьетского населения бежала ещё дальше на юг, где оседала в других вьетских государственных образованиях — Донгвьете, Тэйау и Ванланге.

### Аулак и Манвьет
Аулак — 257—207 до н. э.

Манвьет — 334—110 до н. э.

### Дьен, Намвьет и Манвьет
Дьен — IV в. до н. э. −109 до н. э.

Намвьет — 207—111 до н. э.

Манвьет — 334—110 до н. э.

### Зяоти
Название «Зяоти» употреблялось по отношению к нескольким разным административным единицам в 111 до н. э. — 39 н. э. и 43-299 и 1407—1427 годах.

### Линьнам
40-43

Линьнам — часть территории бывшего Намвьета, более 65 вьетских городов, временно освобожденных в 40-43 г.г. сёстрами Чынг от китайского господства.

### Зяотяу

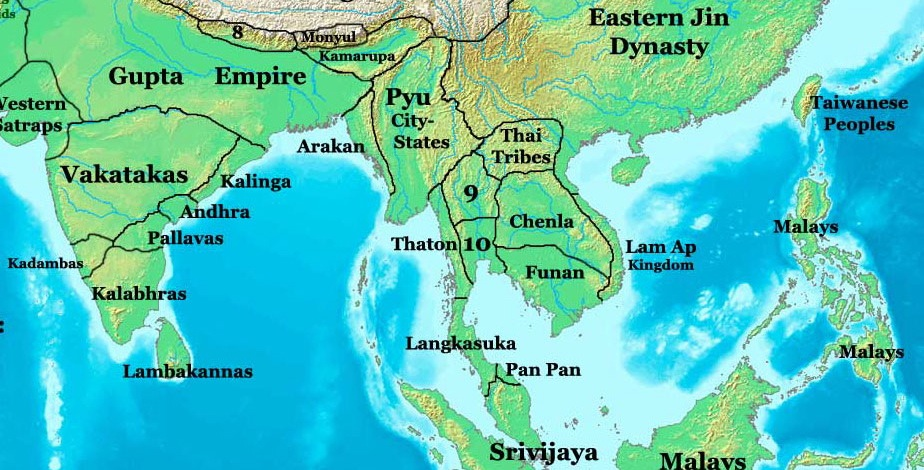
В составе империи Восточная Цзинь
в 400 г.

299—544 и 602—679

### Вансуан
Словом «Вансуан» обозначали государство, существовавшее в 544—602 годах.

### Аннам дохофу
679—757 и 766—866
Аннам дохофу — (кит. 安南都护府, Ань нань ду ху фу, «Наместничество умиротворённого юга», англ. Protectorate General to Pacify the South)

### Чаннам дохофу
757—766
Чаннам дохофу — (кит. 镇南都护府, Чжэнь нань ду ху фу)

### Тиньхайкуан
866—967
Тиньхайкуан (кит: 靜海軍, Jinghai jun, Цзинхай цзюнь; вьетн: Tĩnh Hải quân, полностью: Тиньхайкуан тьет чан, «Правление областями спокойного моря») — название системы управления территорией бывшего «Аннам дохофу» в период восстановленного там танского господства, после изгнания китайцами армии Наньчжао и подавления сопротивления местного населения и знати. Термин «Тиньхай» можно с натяжкой считать названием страны того времени.

### Дайковьет
968—1054

Дайковьет (вьет. Đại Cồ Việt; кит. упр. 大񠖯[貝貝隹]越, пиньинь Dà jù yuè) — официальное наименование, которое носило независимое вьетское государство впервые после периода «северной зависимости», точная датировка этого названия для обозначения страны вьетов 968 — 1054 год, то есть начиная с династии Динь и заканчивая правлением императора Ли Тхай Тонга из династии Поздние Ли.

### Дайвьет
1054—1400 и 1428—1804

Дайвьет (вьет. Đại Việt; кит. упр. 大越, пиньинь Dà yuè) — название, которое получило вьетское государство, в 1054 году во время правления императора Ли Тхань Тонга из династии Поздние Ли. Использовалось различными вьетскими династиями: Чан, Ле, Мак и Тайшонами. В переводе на русский язык означает «Великий Вьет».

### Дайнгу

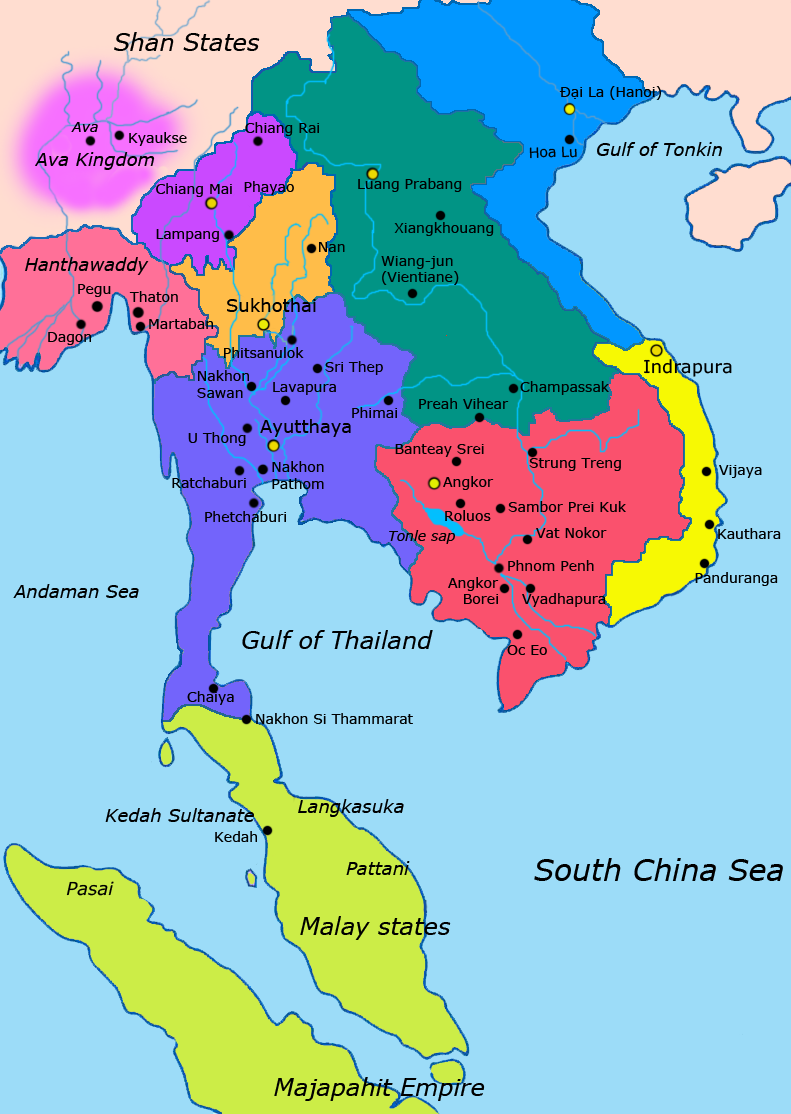
Юго-Восточная Азия в 1400 году
Голубой: Дайнгу
Жёлтый: Тямпа
Темно-зелёный: Лансанг
Красный: Кхмерская империя

1400—1407

«Дайнгу» (вьет. Đại Ngu, тьы-ном 大虞, «великое спокойствие») — официальное название вьетского государства в 1400—1407 гг. в период правления династии Хо.

## Официальные названия вьетнамского государства

### Вьетнам
1804—1839

«Вьетнам» как название государства в официальных документах впервые в 1804 году использовал император Зя Лонг из Династии Нгуен.

### Дайнам
1839—1887

### Тонкин, Аннам, Кохинхина (В составе Французского Индокитая)

Тонкин, Аннам и Кохинхина в составе Французского Индокитайского Союза

1887—1945

### Вьетнамская империя
1945

### Демократическая Республика Вьетнам (ДРВ)
1945—1946 (вся вьетнамская территория) и 1946—1954 (правительство в подполье) и 1954—1976 (только Северный Вьетнам)

### Автономная Республика Кохинхина
1946—1948 (только территория колонии Кохинхина)

### Государство Вьетнам
1949—1954 (вся вьетнамская территория) и 1954—1955 (только Южный Вьетнам)

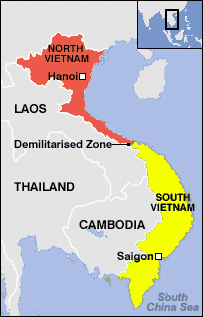
Южный Вьетнам (South VietNam)
с 1954 по 1976 г.г.

### Республика Вьетнам
1955—1975 (только Южный Вьетнам)

### Республика Южный Вьетнам
1975—1976 (только Южный Вьетнам)

### Социалистическая Республика Вьетнам (СРВ)
с 1976 по настоящее время.